# Melchior zur Strassen

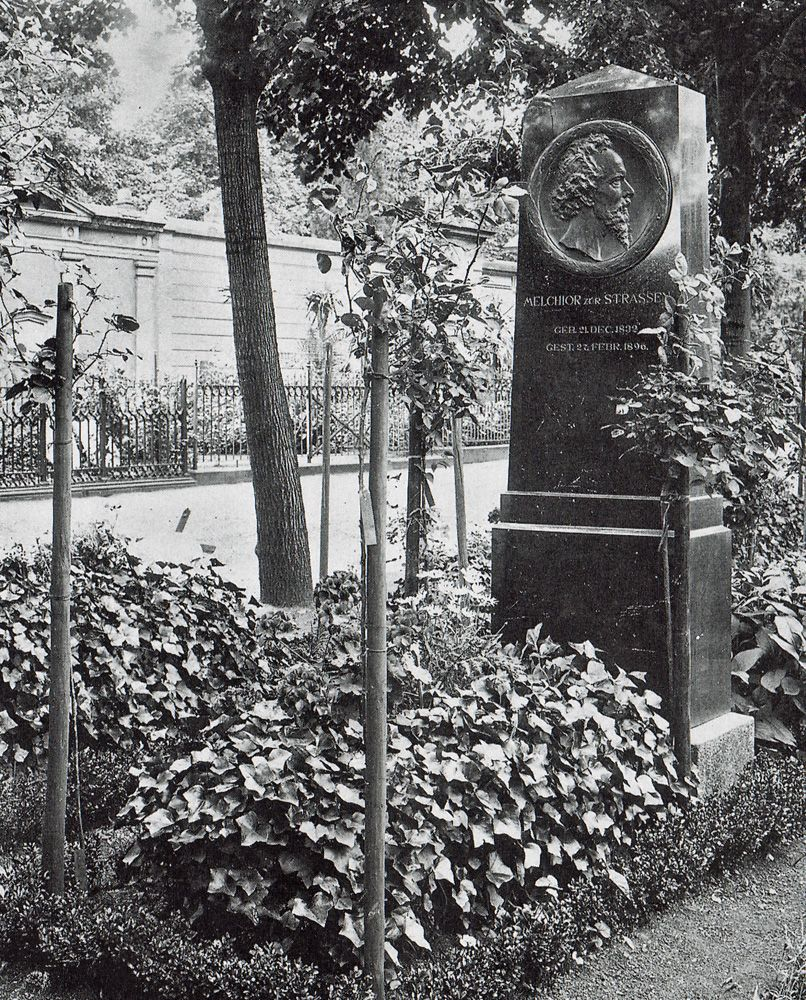
Melchior zur Strassens grav på Neuer Johannisfriedhof i Leipzig.

Melchior Anton zur Strassen (egentligen Zurstrassen), född den 28 december 1832 i Münster, död den 27 februari 1896 i Leipzig, var en tysk bildhuggare.
zur Strassen kom 1850 till bildhuggaren Imhoffs ateljé i Köln, där han 1853 skapade de 14 stationerna längs Via Dolorosa i högrelief, vilka föranledde Rauch att ta den talangfulle unge mannen i sin ateljé. Så kom han 1854 till Berlin, modellerade, utbildade sig genom självstudier i språk och vetenskaper samt utförde åt Fredrik Vilhelm IV en bronsstaty av den store kurfursten som tioårig gosse. År 1857 begav han sig till Rom, idkade arkeologiska studier och skapade statyn En romersk herde, vilken skaffade honom ett treårigt stipendium, så att han kunde utsträcka sin vistelse i Italien till 1862. Sedan grundade han i Berlin sin egen ateljé i samma rum, där Rauch en gång arbetat. Åren 1870–1875 var han professor vid konstskolan i Nürnberg och följde sedan en kallelse till akademien i Leipzig. Ett av hans vackraste arbeten är den i marmor utförda gruppen av en Caritas, vilken på motivet av en av honom själv upplevd scen framställer en ädel romersk furstinna, som bjuder bröstet åt en liten övergiven gosse. 